# Hermann Serges

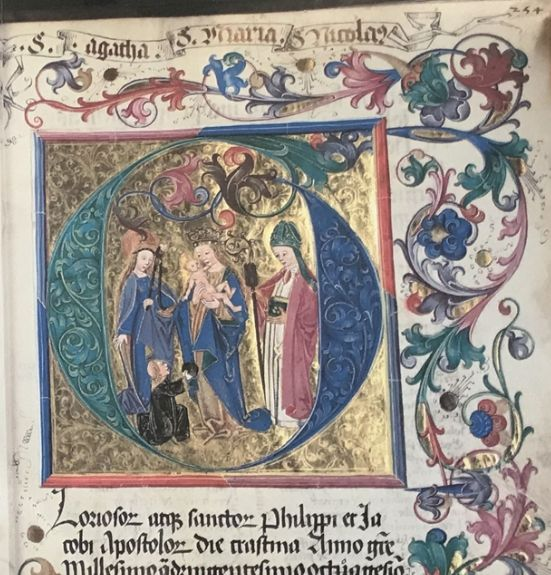
Erfurter Rektoratsblatt 1489 mit Dorstener Patronen Nikolaus und Agatha

Hermann Serges (* um 1450/60 in Dorsten, Nordrhein-Westfalen; † 1523 in Erfurt) der Ältere war ein deutscher Theologe.

## Leben
1472 schrieb er sich an der Universität Erfurt ein, er dürfte daher um 1450/60 geboren worden sein. Er wurde in Erfurt als Licentiat der Theologie und Mitglied des Collegium maius im Sommersemester 1489 Rektor. 1491 wurde er promoviert zum Dr. theol. und bekleidete 1513 das Amt des Dekans seiner Fakultät. In dieser Zeit beschäftigte ihn besonders die Kontroverse zu Johannes Reuchlins Schrift „Augenspiegel“. In seinem Gutachten zu dieser Schrift kommt er wie zuvor die Kölner Theologen zu dem Fazit, diese zu zensieren, wobei er gleichzeitig aber auch „volle Anerkennung für Reuchlins Gelehrsamkeit und literarische Verdienste“ zollt.
Im November 1510 wurde Serges Kanoniker mit Lektoralpräbende der Marienkirche (heute Erfurter Dom).
Im Archiv des Dorstener Franziskanerklosters befand sich ein Brief von Serges an selbiges Kloster aus dem Jahre 1522, wo er für zwei Dorstener Studenten in Erfurt um ein Stipendium nachsucht. Ein Dorstener Student, Theodor Dorsten, hat während seines Studiums in Erfurt bei ihm gewohnt.